# ハバネラ (サン＝サーンス)
『ハバネラ』作品83は、カミーユ・サン=サーンスが作曲したヴァイオリンと管弦楽のための作品。

## 概要
サン=サーンスは1885年に、ヴァイオリニストのラファエル・ディアズ・アルベルティーニと共に演奏旅行に出かけた際、初冬のブレストで雨に降り込められ、ホテルの赤々と燃える暖炉の前でこの作品を着想したという。その際、アルベルティーニがキューバ出身だったことが発想の源となった。のちに作曲を始め、作品は1887年に完成し、旅行の思い出としてアルベルティーニに献呈された。
初演は1894年1月7日に、パリのコンセール・コロンヌの定期演奏会で、ベルギー出身のヴァイオリニスト、ピエール・マルシックの独奏によって行われた。
当初ヴァイオリンとピアノのための作品として計画されたため、ピアノ伴奏版と管弦楽伴奏版は同時期に書かれた。ピアノ伴奏版も頻繁に演奏される。

## 構成
アレグレット・エ・ルジンギエロ（調子良く）、2/4拍子、ホ長調。演奏時間は9分程度。
ハバネラのリズムによる3つの主題で構成される。第1主題は甘美な民謡風の旋律で、ハバネラのリズムに基づかない技巧的な挿入句を経て、哀訴するようなメランコリーに染まった第2主題が歌われる。第3主題は4/4拍子となり、息の長い詠嘆調に書かれている。この3つの主題が形や音程、そして動きを変えて展開されていく。終盤にはカデンツァに代わるものとして、ヴァイオリンが無伴奏でハバネラのリズムの原型を奏する劇的な場面が用意されている。
技巧的なパッセージを多く含む作品で、ハイ・スピードのダブル・ストップ、ハーモニクスで続く旋律、重音のグリッサンドなど、絢爛たる技巧が繰り広げられる。

## 楽器編成
独奏ヴァイオリン、フルート2、オーボエ2、クラリネット（A管）2、ファゴット2、ホルン2、トランペット2、ティンパニ、弦五部